# یوهان کریستین ریل
یوهان کریستین ریل (انگلیسی: Johann Christian Reil؛ ۲۰ فوریهٔ ۱۷۵۹ – ۲۲ نوامبر ۱۸۱۳) پزشک، کالبدشناس، فیزیولوژیست و روانپزشک آلمانی بود. وی اصطلاح روانپزشکی (به آلمانی: Psychiatrie) را در سال ۱۸۰۸ درست کرد. شرایط پزشکی و مشخصه‌های کالبدشناسانه که به اسم او نام‌گذاری شده‌اند، شامل انگشت ریل (که بعدتر نشانگان رینود نام گرفت) و جزایر ریل در قشر مغز هستند. در سال ۱۸۰۹ وی نخستین کسی بود که دستگاه رشته‌ای سفید که امروزه راه کمانی (Arcuate fasciculus) نامیده می‌شود و همینطور لوکوس سیرولئوس را توصیف کرد. 